# مایکل کوری (هنرپیشه)
مایکل کوری (انگلیسی: Michael Currie; ۲۴ ژوئیهٔ ۱۹۲۸ – ۲۲ دسامبر ۲۰۰۹ (۸۱ سال)) یک هنرپیشه اهل ایالات متحده آمریکا بود. وی بین سال‌های ۱۹۶۴ تا ۲۰۰۲ میلادی فعالیت می‌کرد.
او در فیلم زوج‌های عاشق بازی کرده‌است.